# Chu-Schrift

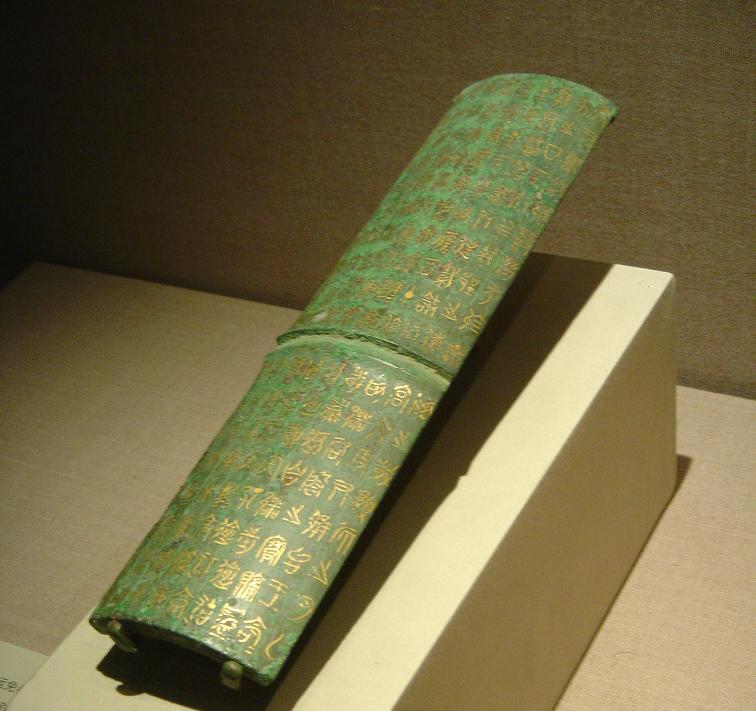
Beispiel für die Chu-Schrift

Die Chu-Schrift (chinesisch: 楚文字, Pinyin: Chǔ wénzì, englisch Chu script) ist ein Sammelbegriff für alte chinesische Schriftarten, die auf vielen jüngst entdeckten, oft auf Bambus- oder Holztäfelchen geschriebenen Textdokumenten (Chujian 楚简), aber auch auf Seide usw. vorgefunden wurden. 
Sie liefern wichtige Aufschlüsse über den Prozess der chinesischen Schriftstandardisierung der Qin- und Han-Zeit. 
Sie stammen meist aus dem Gebiet des alten Staates Chu aus der Zeit der Streitenden Reiche. Beispiele für in Chu-Schrift überlieferte Dokumente sind Guodian Chujian, Baoshan Chujian, Wangshan Chujian, Xinyang Chujian u. a. 
Ein Beispiel für die Schwierigkeit der Interpretation ist das Zeichen "虎", das nur schwer mit dem Begriff "Tiger" in Verbindung gebracht werden kann und das in bestimmten Kontexten tatsächlich "吾" bedeutet, und zwar sowohl im Hinblick auf die Veränderung der Zeichenform als auch auf die Schreibweise von "虎" in der ersten Person "吾". Sowohl die Veränderung der Zeichenform als auch die Schreibweise des Zeichens "虎" in der ersten Person "吾" weisen darauf hin, dass die alten Schriften ganz anders verwendet wurden als heute. Gleichzeitig ist es nicht ungewöhnlich, Verwendungen zu finden, die den heutigen ähnlich sind. 

## Übersicht
- Baoshan Chujian 包山楚简 (Hubei, 1986, 1987)
- Changsha Wulipai Chujian 长沙五里牌楚简 (Hunan, 1951)
- Changsha Yangjiawan Chujian 长沙杨家湾楚简 (Hunan, 1953)
- Changsha Yangtianhu Chujian 长沙仰天湖楚简 (Hunan, 1953)
- Cili Shibancun Chujian 慈利石板村楚简 (Hunan, 1988)
- Deshan Xiyangpo Chujian 德山夕阳坡楚简 (Henan, 1983)
- Guodian Chujian 郭店楚简 (Hubei, 1993)
- Jiangling Jiudian Chujian 江陵九店楚简 (Hubei, 1981 u. 1989)
- Jiangling Mashan Chujian　江陵马山楚简
- Jiangling Qinjiazui Chujian 江陵秦家嘴楚简 (Hubei, 1986, 1987)
- Jiangling Tengdian Chumu 江陵藤店楚墓 (Hubei, 1973)
- Jiangling Tianhuangguan Chujian 江陵天星观楚简 (Hubei, 1978)
- Shanghai bowuguan cang Chujian 上海博物馆藏楚简 (unklar)
- Suixian Leigudun Zeng hou Yi jian　随县擂鼓墩曾侯乙简 (Hubei, 1978)
- Wangshan Chujian 望山楚简 (Hubei, 1965)
- Xincai Chujian 新蔡楚简 (Henan, 1994)
- Xinyang Changtaiguan Chujian 信阳长台关楚简 (Hunan, 1957)